# Katnaghbyur, Kotayk
Katnaghbyur là một đô thị thuộc tỉnh Kotayk, Armenia. Dân số ước tính năm 2011 là 701 người.